# Muhammad Ali Jinnah
Muhammad Ali Jinnah (tiếng Gujarat: મુહમ્મદ અલી જિન્ના, tiếng Urdu: محمد علی جناح, Audioⓘ 25 tháng 12 năm 1876 - 11 tháng 9 năm 1948) là một luật sư, chính trị gia, chính khách và là người sáng lập nên Cộng hòa Hồi giáo Pakistan. Ông được biết đến ở Pakistan với tên gọi phổ biến và chính thức là Quaid-i-Azam (tiếng Urdu: قائد اعظم - "Lãnh tụ Vĩ đại") và Baba-i-Qaum (بابائے قوم) (Quốc phụ). Theo cuộc thăm dò của BBC năm 2004, Jinnah được coi là nhà lãnh đạo vĩ đại nhất khu vực Nam Á với số điểm cao nhất là 39%, cao hơn so với Gandhi và Subhash Chandra Bose.
Jinnah trở thành lãnh đạo của Liên đoàn Hồi giáo toàn Ấn Độ từ năm 1913 cho đến khi Pakistan giành độc lập vào ngày 14 tháng 8 năm 1947, và là Toàn quyền đầu tiên của Pakistan từ ngày 15 tháng 8 năm 1947 cho đến khi ông qua đời vào ngày 11 tháng 9 năm 1948. Jinnah nổi lên trong Đảng Quốc đại Ấn Độ khi lần đầu diễn giải ý tưởng ban đầu về sự thống nhất Ấn Độ giáo-Hồi giáo đoàn kết và giúp định hình hiệp ước Lucknow năm 1916 giữa Liên đoàn Hồi giáo và Đảng Quốc đại Ấn Độ, ông cũng đã trở thành một nhà lãnh đạo quan trọng trong Liên đoàn thống trị đất nước toàn Ấn Độ (All India Home Rule League). Ông đề xuất một kế hoạch 14 điểm cải cách hiến pháp để bảo vệ các quyền chính trị của người Hồi giáo ở Ấn Độ tự quản.
Jinnah sau đó ủng hộ học thuyết hai quốc gia gồm mục tiêu tạo ra một nhà nước Hồi giáo riêng biệt theo Nghị quyết Lahore. Liên đoàn đã giành phần lớn ghế dành riêng cho người Hồi giáo trong cuộc bầu cử năm 1946. Sau khi người Anh và Đảng Quốc đại ủng hộ của Kế hoạch Nhiệm vụ nội Jinnah kêu gọi cho một ngày hành động trực tiếp để đạt được sự hình thành của Pakistan. Hành động trực tiếp này của đoàn Liên đoàn Hồi giáo và Đoàn tình nguyện dẫn đến bạo loạn lớn ở Calcutta giữa người Hồi giáo và Ấn giáo. Do Đảng Quốc đại Ấn Độ và Liên đoàn Hồi giáo Ấn Độ không đạt được một công thức chia sẻ quyền lực thống nhất Ấn Độ, nó nhắc nhở cả hai bên và Anh đồng ý với sự độc lập của Pakistan và Ấn Độ. Là người đầu tiên làm Thống đốc Pakistan, Jinnah dẫn đầu những nỗ lực đặt nền móng của nhà nước mới của Pakistan, khung chính sách quốc gia và phục hồi hàng triệu người tị nạn Hồi giáo, những người đã di cư từ Ấn Độ. Jinnah cũng đảm nhận vai trò và danh hiệu "bảo vệ của cổ đông thiểu số Hindu" trong các cuộc bạo loạn Hindu-Hồi giáo sau năm 1947.
Jinnah qua đời ở tuổi 71 vào tháng 9 năm 1948, chỉ hơn một năm sau khi Pakistan giành được độc lập từ đế quốc Anh. Sau khi mất, Jinnah đã để lại một di sản to lớn và được tôn trọng tại Pakistan. Theo Stanley Wolpert, Jinnah vẫn là nhà lãnh đạo lớn nhất của Pakistan kể từ khi Pakistan thành lập vào năm 1947.